# Casa Campmajor
La Casa Campmajor és un edifici del municipi de Cardedeu (Vallès Oriental) protegida com a bé cultural d'interès local.

## Descripció
És un habitatge aïllat de tipologia ciutat-jardí compost de planta baixa i pis. De la coberta a quatre vessants. En sobresurt una petita golfa i una torra de planta quadra coberta també a quatre vessants. A la porta d'accés hi ha un porxo. La tanca està composta d'elements d'obra i reixat, projecte de l'arquitectura Raspall, projectada ja l'any 1910, per a Dolors Granes. Els elements del conjunt son de llenguatge historicista.

## Història
La construcció s'insereix dins de l'època de més activitat constructiva de la vila a la carretera de Caldes, anys 1910-1929, quan Cardedeu es transforma definitivament en un lloc d'estiueig. Aquestes edificacions eren, generalment, per a cardedeuencs residents a Barcelona, que passaven l'estiu a la vila. Al llarg de la carretera de Caldes, oberta el 1864, es poden veure els estils més importants creats des de finals del XIX: eclecticisme, modernisme, noucentisme i les construccions modernes de grans blocs de pisos.